# 甲东镇
甲东镇，是中华人民共和国广东省汕尾市陆丰市下辖的一个乡镇级行政单位。

## 行政区划
甲东镇下辖以下地区：
石清社区、雨亭村、旺厝村、长青村、新兴村、可湖村、岱头村、洋美村、大茂村、奎湖村、后洪村、后洋村、前边村、联湖村和东林村。